# China Open (теніс) 2008
Відкритий чемпіонат Китаю з тенісу 2008 - чоловічий і жіночий тенісний турнір, що проходив на відкритих кортах з твердим покриттям. Це був 10-й за ліком China Open серед чоловіків і 12-й - серед жінок. Належав до серії International в рамках Туру ATP 2008, а також до серії Tier II в рамках Туру WTA 2008. І чоловічі, і жіночі змагання відбулись у Beijing Tennis Center у Пекіні (Китай) і тривав з 22 до 28 вересня 2008 року.

## Переможниці та фіналістки

### Одиночний розряд, чоловіки
Енді Роддік —  Дуді Села, 6–4, 6–7(6–8), 6–3
- Для Роддіка це був 3-й титул за сезон і 26-й - за кар'єру.

### Одиночний розряд, жінки
Єлена Янкович —  Світлана Кузнецова, 6–3, 6–2
- Для Єлени Янкович це був 2-й титул за сезоні 7-й - за кар'єру.

### Парний розряд, чоловіки
Стівен Гасс /  Росс Гатчінс  —  Ешлі Фішер /  Боббі Рейнольдс, 7–5, 6–4

### Парний розряд, жінки
Анабель Медіна Гаррігес /  Каролін Возняцкі —  Хань Сіньюнь /  Сюй Їфань, 6–1, 6–3